# Fernando Sánchez Martín
Fernando Sánchez Martín (Talavera de la Reina, 13 de abril de 1988) es un banderillero de toros español. Como profesional taurino está inscrito dentro del Registro de Profesionales Taurinos, dependiente del Ministerio de Cultura, con el número 6765.

## Biografía
Fernando Sánchez nació en la ciudad toledana de Talavera de la Reina, siendo el pequeño de dos hermanos. Vinculado profesionalmente al mundo del toro por su hermano, el rejoneador Rubén Sánchez, compaginó sus estudios elementales con la vida del campo en La Iglesuela (Toledo). Los inicios profesionales de Fernando Sánchez se ligaron a la carrera profesional de su hermano Rubén, a quien empezó a acompañar como mozo de cuadra en 2004.. En esos años empieza a tentar vacas en la finca familiar hasta su debut como banderillero de rejones en la feria de Zaratán (Valladolid), el 25 de mayo de 2008, en una novillada en la que se anunciaron Rubén Sánchez y Joao Paulo Jorge.
El 27 de junio de 2010, Sánchez lidió por primera vez en una novillada con picadores en la localidad madrileña de Aldea del Fresno, actuando en la cuadrilla de Pedro Carrero. A partir de 2011, y tras la cornada que sufre el tercero de la cuadrilla de Gómez del Pilar, Juan Sierra, acompañó al novillero madrileño, debutando con él en una corrida celebrada en Arganda del Rey. La temporada del novillero le ofreció la posibilidad a Sánchez de debutar como banderillero de novillos en las principales plazas de España, como Barcelona, Sevilla o Madrid; y el éxito del novillero en la temporada 2012, donde fue nombrado como triunfador de San Isidro, le posibilitará llegar a los principales circuitos taurinos del país.
El debut como banderillero de toros de Fernando Sánchez llegó el 18 de marzo de 2013 cuando, actuando bajo las órdenes de Javier Castaño, se presentó en la plaza de toros de Castellón para banderillear el desafío ganadero de Miura, Victorino Martín y Cuadri, donde la crítica taurina destaca su intervención junto al también rehiletero David Adalid. El salto a la fama como torero de plata de Sánchez llegó el 2 de junio de 2013 en la corrida de toros de Celestino Cuadri para Las Ventas donde, tras la actuación en el cuarto toro de la tarde, de nombre Pilarico, número 49, negro, de 620 kilos, protagonizó junto a sus compañeros y el picador Tito Sandoval una vuelta al ruedo a petición del público, algo que fue considerado como un hecho insólito. El periodista vallisoletano Fernando Fernández Román describió en el periódico República de las Ideas la labor de Sánchez como "el par más perfecto y arriesgado que imaginarse pueda". Desde ese momento, Sánchez empezó a acompañar a distintos toreros además de Castaño. En 2014, participó en la Plaza de toros de Istres como tercero de la cuadrilla de José Miguel Arroyo Joselito; al mexicano Joselito Adame, con quien torea desde 2015; el torero extremeño Antonio Ferrera; Morante de la Puebla, en la plaza de toros de Zaragoza; a David Mora, en Leganés; así como a los novilleros, Marco, Pablo Atienza o Francisco de Manuel.

## Premios
- 2014: Trofeo “Paco Honrubia” al mejor banderillero, concedido por la Diputación de Valencia, por su actuación en la Feria de Fallas de 2014.[15]
- 2016. 
  - Premio al mejor tercero, concedido por el Foro de la Juventud Taurina, por su actuación en la Feria de San Isidro de 2016.[16]
  - Premio al mejor par de banderillas, concedido por la Peña taurina El Alboroto de Aranda de Duero, por su actuación en la feria arandina.[17]
- 2017: Premio al mejor par de banderillas, concedido por la Real Maestranza de Caballería de Sevilla, por su actuación en la Feria de abril de 2017.[18]
- 2019: 
  - Premio "Detalle taurino", concedido por la Tertulia taurina del Alabardero, por su actuación en la Feria de Abril de Sevilla de 2019.[19]
  - Premio al mejor par de banderillas, concedido por la empresa Plaza 1, por su actuación en la Feria de San Isidro de 2019.[20]
  - Trofeo al mejor par de banderillas, concedido por la Peña taurina Arevalense, por su actuación en la Feria de San Victorino de Arévalo.[21]
  - Premio "La Ancianita" de la Asociación de Amigos de la Plaza de Toros de Béjar, al mejor par de banderillas de la Feria de Salamanca de 2019.[22]
- 2022:
  - Trofeo al mejor puntillero de la Feria de la Magdalena de Castellón otorgado por la Unión de Aficionados La Puntilla.
  - Premio de la Real Maestranza de Caballería de Sevilla al mejor subalterno en banderillas de la Feria de Abril de 2022.[23]